# Friedrich Meyer (Musiker)
Friedrich Meyer (* 5. März 1915 in Bremen; † 20. August 1993 in München), Pseudonym Bert Oltmann, war ein deutscher Komponist, Arrangeur und Dirigent.
Er war in erster Ehe mit der russischen Modedesignerin Natalie Eingorn aus St. Petersburg verheiratet und hat mit ihr zwei Töchter.
In zweiter Ehe war er mit der Sängerin und Schauspielerin Margot Hielscher verheiratet.

## Leben und Wirken

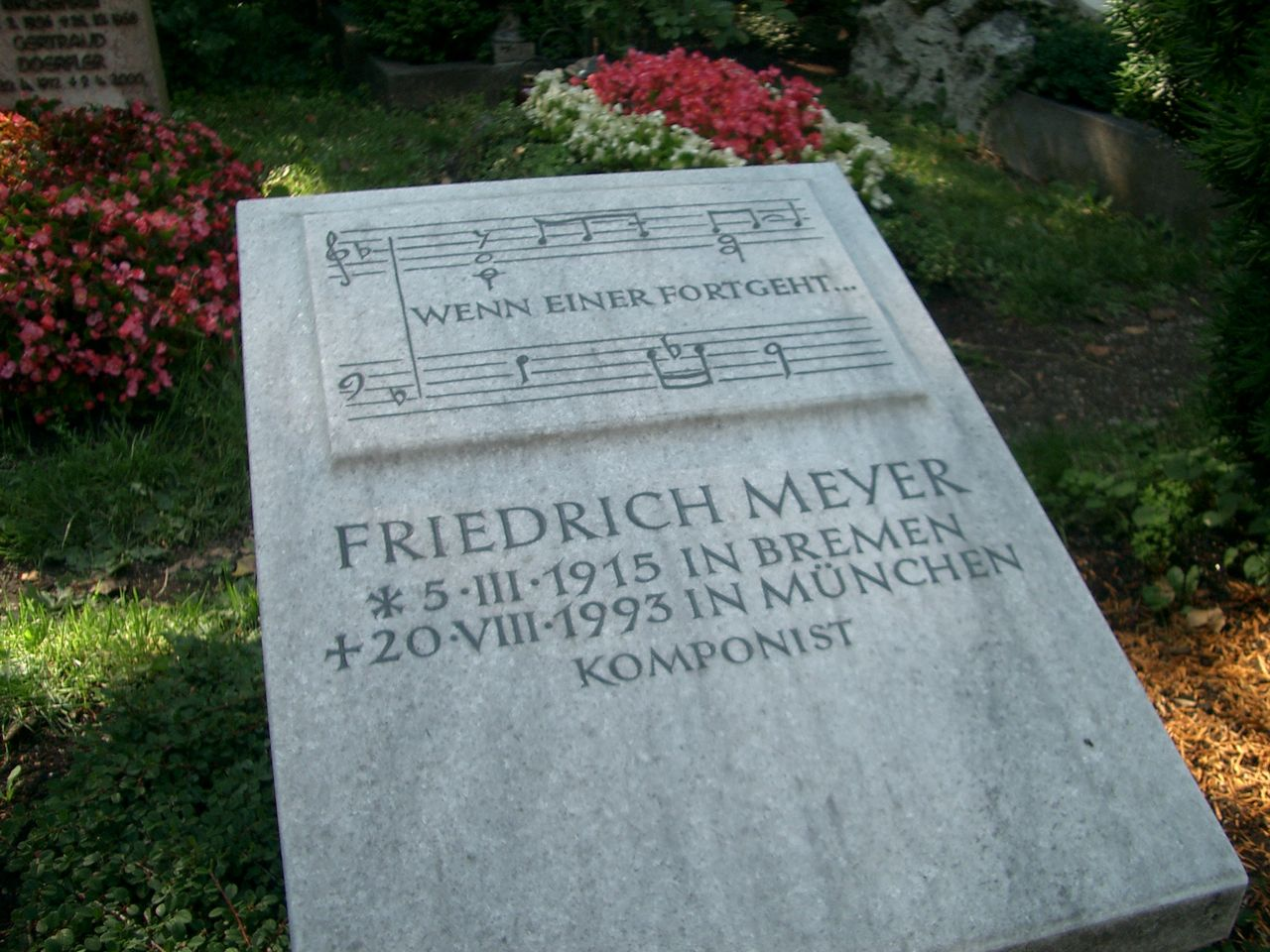
Grab auf dem Bogenhausener Friedhof

Meyer, ein Autodidakt, schrieb von 1934 bis 1937 die Theatermusiken für das Schauspielhaus Bremen. Er war dann für die Deutsche Grammophon tätig, arrangierte für Hans Rehmstedt und spielte 1940/41 Schallplatten mit Studiobands unter Leitung von Otto Stenzel und Peter Kreuder ein. In den Kriegsjahren arrangierte er für das Deutsche Tanz- und Unterhaltungsorchester und für Charlie and His Orchestra, bevor er seit Juni 1942 musikalischer Leiter beim Soldatensender Belgrad wurde. Dort baute er 1943 ein Orchester auf, in dem neben Serben auch Roma engagiert wurden. Meyer komponierte jazzartige Songs und improvisierte selbst zwischen den amerikanischen Jazz-Schallplatten, die der Sender spielte. Anfang 1944 musste er sich vor der Reichskulturkammer gegen den Vorwurf verteidigen, „jüdisch-amerikanische Nummern“ interpretiert zu haben; er wurde daher aus der Reichskulturkammer entlassen und erhielt Auftrittsverbot für alle deutschen Sender.
Nach dem Zweiten Weltkrieg entdeckte er die drei Last-Brüder Robert, Werner und Hans und engagierte sie für das Ende 1945 neu zu gründende Tanz- und Unterhaltungsorchester des Senders Radio Bremen, das Radio-Bremen-Tanzorchester, das er zunächst leitete. Er arbeitete dann bis Anfang 1948 als Arrangeur und musikalischer Leiter für das Radio-Tanzorchester des NWDR. Anschließend arbeitete er freiberuflich als Arrangeur, Dirigent und Komponist (unter anderem für Erwin Lehn, aber vor allem für Rundfunk und Film).
Zu seinen Kompositionen zählen unter anderem die deutschen Beiträge 1957 und 1958 zum Eurovision Song Contest: Telefon, Telefon und Für zwei Groschen Musik, gesungen von Margot Hielscher. Er schrieb Chansons für Hanne Wieder, Iska Geri, Lale Andersen, Ilse Werner, Hildegard Knef, Dinah Washington, Horst Winter, Rudi Schuricke und seine Frau Margot Hielscher, arrangierte für Herbert von Karajan, Leontyne Price, Anna Netrebko, Erika Köth und George London und komponierte die Melodien zu Versen von Erich Kästner und Kurt Tucholsky.
1965 erhielt er den Schwabinger Kunstpreis. Seine Ideen zu den nun komischen „Opern auf Bayerisch“ sind immer noch sehr erfolgreich. Er arrangierte und komponierte über 500 Chansons, Schlager, Musikstücke für Radio- und Filmaufnahmen.
Friedrich Meyer wurde auf dem Bogenhausener Friedhof in München beerdigt.

## Filmografie
- 1949: Hallo Fräulein!
- 1950: Dämonische Liebe
- 1950: Liebe auf Eis
- 1951: Frischer Wind in alten Gassen (Kurzfilm)
- 1952: Illusion in Moll
- 1953: Dorf an der Grenze
- 1953: Die vertagte Hochzeitsnacht
- 1954: Die süßesten Früchte
- 1954: Ihre große Prüfung
- 1954: Das ewige Lied der Liebe
- 1955: Die Barrings
- 1956: Nina
- 1956: Friederike von Barring
- 1956: Der Meineidbauer
- 1959: Raubfischer in Hellas
- 1962: Muß i denn zum Städtele hinaus
- 1963: Tödlicher Karneval
- 1964: Das Kriminalmuseum: Akte Dr. W.
- 1964: Der Satan mit den roten Haaren
- 1965: Der weisse Rausch, einst und jetzt
- 1965: Die fromme Helene
- 1972: Die Moral der Ruth Halbfass
- 1977: Unordnung und frühes Leid
- 1977: Nur zum Spaß, nur zum Spiel
- 1978: Unternehmen Rentnerkommune
- 1979: Die Blechtrommel
- 1991: Erfolg

## Lexikalische Einträge
- Jürgen Wölfer: Jazz in Deutschland. Das Lexikon. Alle Musiker und Plattenfirmen von 1920 bis heute. Hannibal, Höfen 2008, ISBN 978-3-85445-274-4.